# Donald K. Yeomans
Donald Keith Yeomans (Rochester, New York, 3 mei 1942) is een Amerikaanse astronoom. Hij was het hoofd van NASA's Near-Earth Objects Program Office aan het Jet Propulsion Laboratory in Pasadena, Californië. Hij is gespecialiseerd in het berekenen van banen van kometen en planetoïden, en voorspelde in 1982 de terugkeer van de komeet Halley. Dankzij deze voorspelling werden in 1982 de eerste beelden van de terugkeer van de komeet verworven.
Gedurende zijn carrière ontving hij meer dan 19 belangrijke onderscheidingen van NASA, waaronder de Space Act Award en de Distinguished Service Medal - NASA's hoogste onderscheiding. De planetoïde 2956 Yeomans is naar hem vernoemd.

## Carrière
Yeomans behaalde zijn Bachelor of Science voor wiskunde aan Middlebury College in 1964. Daarna studeerde hij astronomie aan de Universiteit van Maryland, waar hij in 1967 zijn Master behaalde, en in 1970 zijn PhD. Kort na zijn afstuderen ging hij werken voor het Goddard Space Flight Center (GSFC), waar hij zich aansloot bij een team dat onbemande ruimtemissies naar kometen ontwierp.
In 1976 ging Yeomans werken bij het Jet Propulsion Laboratory (JPL) in Pasadena, Californië, waar hij werkte in hun Solar System Dynamics Group. Deze groep heeft als taak alle objecten binnen het zonnestelsel in de gaten te houden, waaronder planeten, manen, planetoïden en kometen. In 1992 werd Yeomans gepromoveerd tot leidinggevende van deze groep. In 1998 werd hij het hoofd van JPL's Near-Earth Objects Program Office en behield deze functies tot hij met pensioen ging in 2015.

### De terugkeer van de komeet Halley
De berekeningen voor de terugkeer van de komeet Halley in 1986 begonnen al in 1967. Astrologen begonnen met het testen van de gravitatiewet van Newton opdat ze de afwijking van de vorige voorspelling, door Andrew Crommelin uit 1910, zoveel mogelijk op zouden kunnen lossen. Deze berekening had een afwijking van 2 dagen, 16 uur en 48 minuten.
De basisprincipes van Newtons theorie werden hierbij nooit in twijfel gebracht, maar onderzoekers hoopten door kleine aanpassingen te maken of een ontbrekende factor te vinden de berekeningen kloppend te maken. Een van de theorieën die werd voorgedragen stelde dat de afwijking van Crommelins berekening werd veroorzaakt door de komeet zelf, door een proces dat "ontgassen" wordt genoemd. Bij ontgassen wordt de oppervlakte van een komeet verwarmd naarmate deze dichter bij de zon komt totdat het oppervlak in stoom veranderd. Deze stoom geeft de komeet zijn staart, en geeft het extra stuwkracht dat de snelheid van de komeet richting de zon verminderde, en de snelheid van de zon af versnelde.
Donald Yeomans maakte zijn berekeningen in een backoffice van het JPL. Hij zette een wiskundig model in elkaar van de baan van de komeet die de berekeningen van Crommelin combineerde met een analyse van ontgassen. Hij ontwierp hiervoor een computerprogramma en liet deze uitvoeren door de centrale computer van het JPL, een UNIVAC 1108. Deze computer werd gebruikt door al het personeel van het JPL, waardoor Yeomans tijdens het aanpassen van zijn berekeningen ook 's avonds en in de weekenden moest werken.
In 1977 was hij klaar met zijn berekeningen, en stelde hij dat de volgende perihelium van de komeet Halley op 9 februari 1986 plaats zou vinden, om 15:50 (UCT), met een foutmarge van 6 uur. Het perihelium van Halley vond uiteindelijk plaats om 10:48, vijf uur eerder dan Yeomans had voorspeld.

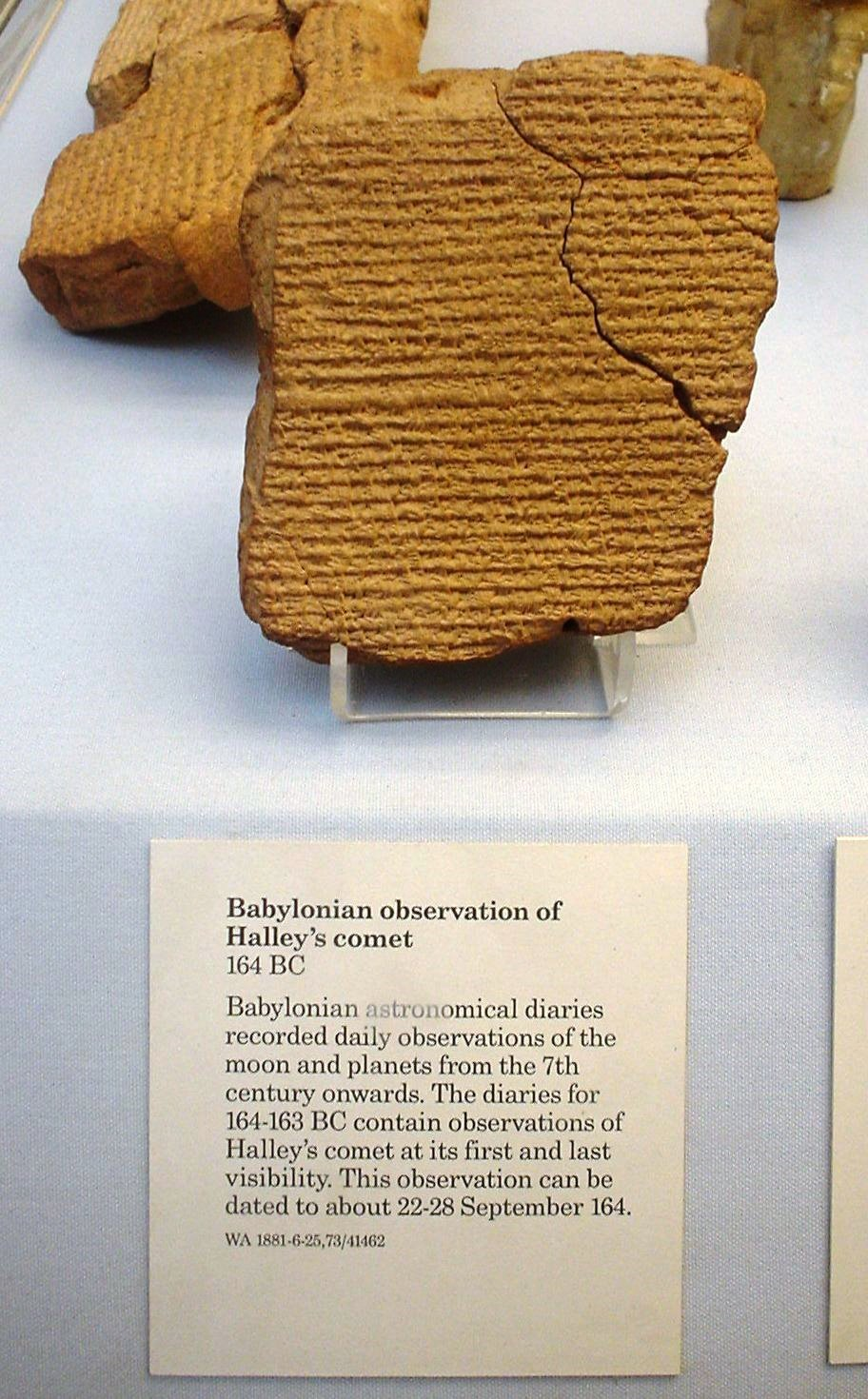
Babylonische kleitablet met een beschrijving van de komeet Halley uit 164 v.Chr.

Naast het voorspellen van de terugkeer van de komeet Halley heeft Yeomans ook samen met de Chinese astronoom Tao Kiang berekeningen gemaakt van de terugkeer van de komeet in het verleden, tot 1404 v.Chr. Dit onderzoek toonde aan dat beschrijvingen van de komeet Halley in 164 v.Chr. door Babyloniërs werden gemaakt en vastgelegd op kleitabletten.

### Missie naar planetoïde Itokawa
In 1998 werd Yeomans benoemd tot leidinggevende van het Amerikaanse team dat bijdroeg aan de Japanse Hayabusa-ruimtemissie naar de planetoïde Itokawa. Het doel van de missie was om een ruimtesonde naar de planetoïde te sturen en met een planetoïdemonster terug naar de Aarde te keren. Hayabusa nam een kleine rover mee die werd ontworpen door het JPL. Deze rover zou landen op het oppervlak van de planetoïde, monsters verzamelen en foto's maken. Het zou de eerste keer zijn dat een rover op de oppervlakte van een planetoïde zou landen, evenals de eerste keer dat een planetoïdemonster terug naar Aarde zou worden gestuurd.
Uiteindelijk heeft de rover de oppervlakte van de planetoïde nooit bereikt. Het commando voor het vrijgeven van de rover werd vanaf de aarde verzonden, maar voordat dit signaal aankwam bij Hayabusa begon deze met een automatische hoogtebewaring. Hierdoor werd de rover losgelaten toen de sonde verder verwijderd was van de planetoïde dan de bedoeling was, waardoor deze ontsnapte aan de zwaartekracht van Itokawa en de ruimte in tuimelde.
Desondanks was de missie een succes. Hayabusa heeft nauwkeurig onderzoek kunnen doen naar de eigenschappen van de planetoïde, en heeft bodemmonsters kunnen verzamelen waarmee ze terugkeerde naar de Aarde.
De Hayabusa-missie duurde in totaal 7 jaar.

### Wetenschapscommunicatie
Naast zijn werk als astronoom werkte hij ook als wetenschapscommunicator. Meer dan 20 jaar lang was hij de "go-to"-persoon van journalisten die een expert nodig hadden over planetoïden of meteoren die dit onderwerp op een toegankelijke manier konden uitleggen voor een niet-wetenschappelijk publiek. Ook verleende hij zijn expertise aan films, tv-series en documentaires, waaronder de films Without Warning en Disaster Playground, en de wetenschappelijke tv-serie Horizon.
In 2007 sprak hij voor het Amerikaanse congres, waarin hij een getuigschrift aflegde over de status en het belang van NASA's onderzoeksprogramma dat ruimtelijke objecten in de buurt van de aarde (ook wel NEO's, of Near-Earth Objects genoemd) opspoort en in de gaten houdt.
Toen Yeomans begon met dit werk werden planetoïden en meteoren over het algemeen beschouwd als "het ongedierte van het zonnestelsel", ruimtelijke lichamen die wetenschappers in de weg stonden als ze verre sterrenstelsels probeerden te onderzoeken. Yeomans krijgt de eer voor het tastbaar en interessant maken van planetoïden en meteoren voor miljoenen mensen. Hiervoor kreeg hij in 2013 de Carl Sagan Medaille, een prijs die wordt uitgereikt aan astronomen die uitzonderlijk werk leveren in wetenschapscommunicatie, en werd hij door TIME Magazine opgenomen in de lijst met de 100 meest invloedrijke mensen van 2013.

## Privéleven
Yeomans is getrouwd met Laurie Robyn Ernst Yeomans en heeft 2 dochters. Hij woont in Californië. In zijn vrije tijd verzamelt hij denarii uit het Romeinse Rijk en speelt hij tennis.